# Patrizio
Patrizio ist als italienische Form des lateinischen Namens Patricius ein italienischer männlicher Vorname.

## Namensträger
- Patrizio Bertelli (* 1946), italienischer Unternehmer
- Patrizio Bianchi (* 1952), italienischer Ökonom und Universitätsprofessor
- Patrizio Buanne (* 1978), italienischer Bariton, Liedermacher und Produzent
- Patrizio Di Renzo (* 1971), Schweizer Fotograf und Regisseur
- Patrizio Frau (* 1989), deutsch-italienischer Fußballspieler
- Patrizio Gambirasio (* 1961), ehemaliger italienischer Radrennfahrer
- Patrizio Sala (* 1955), ehemaliger italienischer Fußballspieler und späterer -trainer
- Patrizio Oliva (* 1959), italienischer Boxer
- Patrizio Stronati (* 1994), tschechisch-italienischer Fußballspieler